# Andy Najar
Andy Najar, né le 16 mars 1993 à Choluteca est un footballeur international hondurien. Il joue au poste de défenseur latéral droit au CD Olimpia.

## Biographie

### 2010-2012: D.C. United
Andy Najar est repéré lors qu'il joue avec l'équipe de la High School Thomas Edison. Il y fréquente notamment Brian Mickey, excellent gardien et capitaine de l'équipe des Eagles de Thomas Edison. Il commence sa carrière professionnelle en mars 2010 au D.C. United après être promu de l'académie. Il dispute 82 rencontres, pour dix buts inscrits et onze passes décisives délivrées en Major League Soccer. Lors de sa première année, il est élu recrue de l'année dans ce championnat. En juin 2012, il dispute les Jeux olympiques à Londres avec son équipe nationale du Honduras.

### 2013-2020: RSC Anderlecht
Lors du dernier jour du mercato hivernal, et après un mois de stage dans le club et deux rencontres amicales disputées, Najar signe dans le club bruxellois du RSC Anderlecht. Son entraîneur, John van den Brom, insiste pour que le club trouve un accord avec la ligue nord-américaine. Il ne prend part à aucun match durant ses premiers six mois. Lors de la préparation de la campagne 2013-2014, il prend part avec son équipe nationale à la Gold Cup 2013. Il dispute son premier match officiel le 2 août 2013 lors de la victoire 0-4 au Cercle Bruges KSV (entrée à la 78e minute).
Il se révèle réellement en novembre 2013 lors d'un déplacement au KRC Genk. À la suite de nombreuses absences, il doit disputer cette rencontre au poste d'arrière droit. Y étant performant, il ne quitte plus l'équipe en jouant un cran plus haut. Lors du match à domicile contre le Club Brugge (janvier 2014), il est même aligné au poste de milieu défensif. Il inscrit son premier but pour le RSC Anderlecht de la tête lors d'un déplacement à Malines, le 19 janvier 2014. Cette saison 2013-2014, est couronnée par un titre de champion de Belgique au détriment du club rival, le Standard de Liège.
Après ce titre, il retrouve son équipe nationale au Brésil pour disputer la Coupe du monde 2014.
Il dispute une saison 2014-2015 pleine, prenant part à trente-cinq matchs de championnat dont trente-quatre comme titulaire et ne manquant qu'une seule rencontre des phases de poule de Ligue des champions. Il inscrit son premier but dans cette compétition lors de la réception d'Arsenal (défaite 1-2) le 22 octobre, ouvrant le score à la 71e minute.
Sa saison 2015-2016 prend fin le 17 avril lors de la réception du Club Bruges où il se déchire les ligaments croisés antérieurs du genou. Indisponible pour six mois minimum, il doit également faire une croix sur les Jeux olympiques d'été de 2016.
Il se blesse à la cuisse après neuf minutes de jeu le 28 mars 2017 lors du match opposant le Costa Rica au Honduras dans le cadre des éliminatoires de la Coupe du monde. Cette absence lui fait manquer les play-offs de fin de saison qui sacrent Anderlecht champion de Belgique.
Le 6 juin 2019, lors d'un match de préparation à la Gold Cup avec le Honduras contre le Paraguay, il est victime d'une déchirure des ligaments croisés antérieurs.

### Depuis 2020: retour en MLS
Mi-février 2020, il s'entraîne avec le Los Angeles FC dans le but de retrouver sa condition physique. Ce passage en Californie n'est alors pas temporaire puisqu'il s'engage avec la franchise angeline au mois de juin suivant. Libre depuis l'issue de la saison 2020, il s'engage à D.C. United et retrouve donc son club formateur le 16 avril 2021.

## Palmarès

### En club
- RSC Anderlecht
  - Champion de Belgique en 2014 et 2017
  - Vainqueur de la Supercoupe de Belgique en 2014 et 2017

### En équipe nationale
- Équipe du Honduras olympique
  - Quart de finaliste des Jeux olympiques en 2012
- Équipe du Honduras
  - Demi-finaliste de la Gold Cup 2013

### Distinctions personnelles
- D.C. United
  - Vainqueur du Trophée de la recrue de l'année de la MLS en 2010